# Jarmo Lehtinen
Jarmo Lehtinen (* 3. Januar 1969 in Helsinki) ist ein finnischer Rallye-Co-Pilot. Bekannt wurde er als Navigator von Mikko Hirvonen in der Rallye-Weltmeisterschaft.

## Karriere
Seine Karriere als Co-Pilot begann er 1988 an der Seite seines Freundes Jari Mikkola. Später fuhr Lehtinen mit Marko Ramanen in der finnischen Rallye-Meisterschaft. 1997 gab er bei der Rallye Finnland sein Debüt in der Rallye-Weltmeisterschaft. Im Jahr 1999 startete er zusammen mit Ramanen in der britischen Rallye-Meisterschaft und begleitete Jouni Ampuja in der finnischen Rallye-Meisterschaft. Er arbeitete weitere zwei Jahre zusammen mit Ampuja, bis er 2002 zusammen mit Toni Gardemeister in der Rallye-Weltmeisterschaft startete. Seit 2003 bildete er ein Team mit Mikko Hirvonen. Seinen ersten Sieg in der Rallye-Weltmeisterschaft feierte Lehtinen 2006 bei der Rallye Australien. Bis 2012 hatte er mit Hirvonen 15 Siege in der Rallye-Weltmeisterschaft gewonnen.

## Klassifikationen

### WRC-Siege

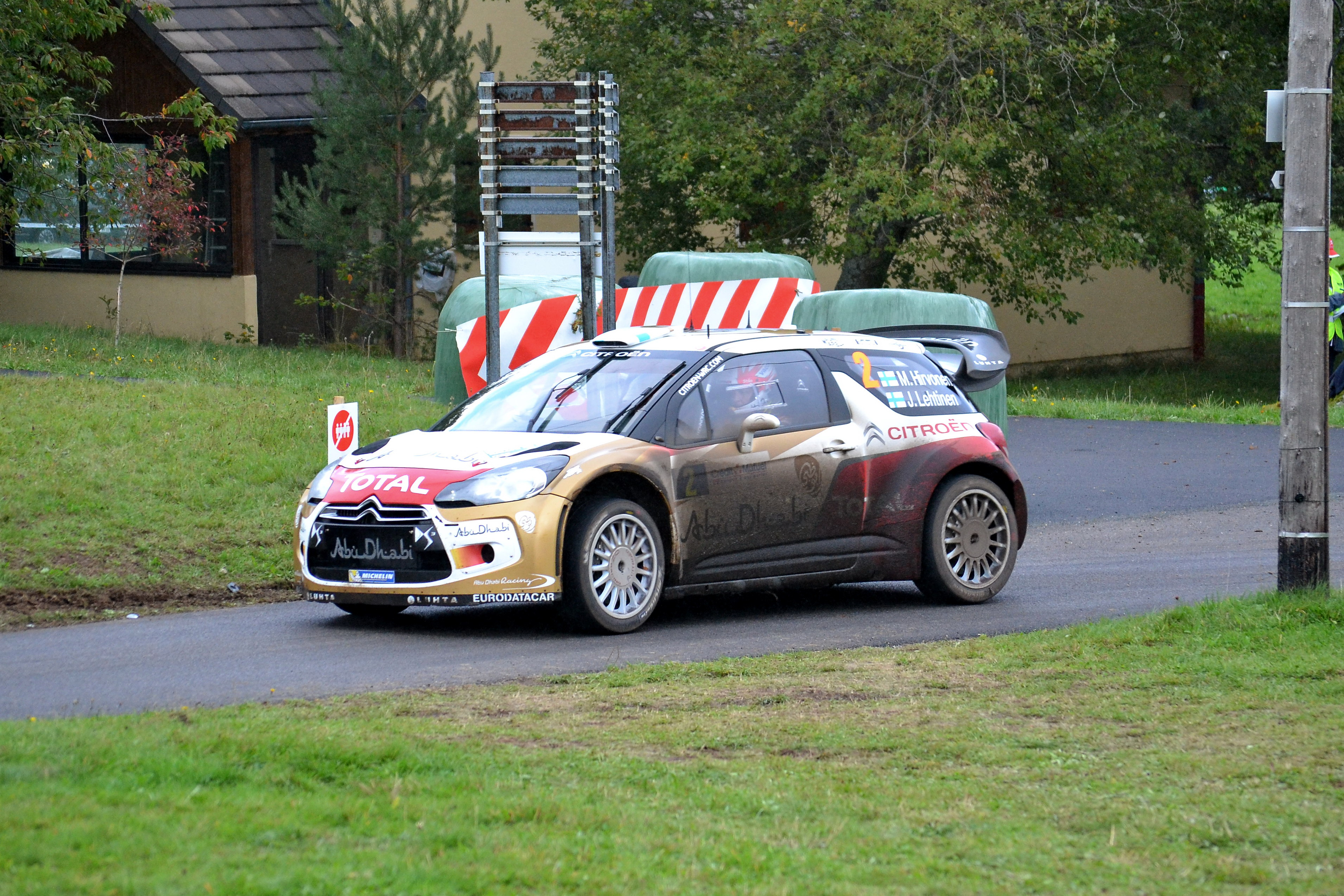
Hirvonen/Lehtinen im Citroën DS3 WRC bei der Rallye Frankreich 2013

| Nr. | Saison | Rallye                | Fahrer         | Fahrzeug           |
| --- | ------ | --------------------- | -------------- | ------------------ |
| 1   | 2006   | Rallye Australien     | Mikko Hirvonen | Ford Focus RS WRC  |
| 2   | 2007   | Rallye Norwegen       | Mikko Hirvonen | Ford Focus RS WRC  |
| 3   | 2007   | Rallye Japan          | Mikko Hirvonen | Ford Focus RS WRC  |
| 4   | 2007   | Rallye Großbritannien | Mikko Hirvonen | Ford Focus RS WRC  |
| 5   | 2008   | Rallye Jordanien      | Mikko Hirvonen | Ford Focus RS WRC  |
| 6   | 2008   | Rallye Türkei         | Mikko Hirvonen | Ford Focus RS WRC  |
| 7   | 2008   | Rallye Japan          | Mikko Hirvonen | Ford Focus RS WRC  |
| 8   | 2009   | Rallye Griechenland   | Mikko Hirvonen | Ford Focus RS WRC  |
| 9   | 2009   | Rallye Polen          | Mikko Hirvonen | Ford Focus RS WRC  |
| 10  | 2009   | Rallye Finnland       | Mikko Hirvonen | Ford Focus RS WRC  |
| 11  | 2009   | Rallye Australien     | Mikko Hirvonen | Ford Focus RS WRC  |
| 12  | 2010   | Rallye Schweden       | Mikko Hirvonen | Ford Focus RS WRC  |
| 13  | 2011   | Rallye Schweden       | Mikko Hirvonen | Ford Fiesta RS WRC |
| 14  | 2011   | Rallye Australien     | Mikko Hirvonen | Ford Fiesta RS WRC |
| 15  | 2012   | Rallye Sardinien      | Mikko Hirvonen | Citroën DS3 WRC    |